# Paul Nitze
Paul Henry Nitze (16 de gener de 1907 - 9 d'octubre de 2004) va ser un oficial d'alt rang dels Estats Units que va ajudar a donar forma a la política de defensa nord-americana durant la Guerra Freda.
Nitze va participar en la negociació dels grans tractats sobre armes atòmiques (donant el seu suport al SALT I, però oposant-se al SALT II) i va ser cofundador del think tank anomenat Equip B, les conclusions del qual van tenir una gran influència en el rebrot de la Guerra Freda durant la presidència de Ronald Reagan.